# Bruce Boxleitner
Bruce William Boxleitner (* 12. května 1950 Elgin, Illinois) je americký herec.
V televizi se poprvé objevil v roce 1973 v seriálu Mary Tyler Moore. Postupně hostoval v různých seriálech včetně Hawaii Five-O, větší role dostal v průběhu 70. a 80. let v seriálech How the West Was Won, Bring 'Em Back Alive a Scarecrow and Mrs. King. V roce 1982 hrál titulní postavu v celovečerním snímku Tron, což si zopakoval i v roce 2010 v sequelu Tron: Legacy 3D. Jeho další významnou rolí byl kapitán John Sheridan ve druhé až páté řadě sci-fi seriálu Babylon 5 (1994–1998), kterého ztvárnil i v navazujících televizních filmech Babylon 5: Na počátku, Babylon 5: Třetí prostor (oba 1998) a Babylon 5: Volání do zbraně (1999) a videofilmu Babylon 5: Hlasy v temnotě (2007). Po roce 2000 se objevil například v seriálech She Spies, Drzá Jordan, Chuck, Hrdinové či Námořní vyšetřovací služba, větší roli hrál v seriálu Mladí mušketýři.